# Завод сульфатної кислоти у Берні
Завод сульфатної кислоти у Берні — колишній виробничий майданчик, що діяв на півночі острова Тасманія у Вівенго (один з районів міста Берні).
Завод, який став до ладу в 1970 році, спорудили в межах проєкту North West Acid, учасниками якого на паритетних засадах виступили компанії Mt. Lyell Mining & Railway Company Limited (MLMRCL, відома передусім розробкою тасманійського рудника Маунт-Лаєлл) та EZ Industries (володіла на Тасманії цинкоплавильним заводом у Гобарті та рудниками Роузбері і Геркулес). Проєкт передбачав виробництво сульфатної кислоти шляхом спалювання піритів, які доправляли залізницею з належних власникам копалень (щонайменше з Маунт-Лаєлл).
Проєктна потужність заводу становила 420 тисяч тонн, що мало зробити його найбільшим виробництвом такого типу в світі. Втім, завод зустрівся з численними технічними, економічними та екологічними проблемами і жодного разу не зміг досягнути проєктного рівня.
Великими споживачем сульфатної кислоти став розташований неподалік завод діоксиду титану в Берні (потребував до 140 тисяч тонн на рік), втім, більшість продукції все-таки призначалась для вивезення за межі Тасманії.
Тим часом уряд прийняв рішення послабити тарифний захист внутрішнього ринку, що призвело до імпорту суперфосфату та кризи в місцевій промисловості добрив (це рішення зачіпало завод у Берні, оскільки технологія отримання суперфосфату передбачає обробку фосфоритів сульфатною кислотою). У 1978-му британський хімічний концерн ICI, що володів у Австралії заводами добрив у Порт-Кембла та Ярравіллі, повідомив про небажання подовжувати контракт на купівлю сульфатної кислоти.
З урахуванням всього комплексу проблем, 1979 року завод у Берні закрили.